# Chouïa (rivière)
Pour les articles homonymes, voir Chouïa (homonymie).
La rivière Chouïa (en russe : Шуя ; en finnois : Suojoki ou Suoju,) est une rivière de Carélie, en Russie.

## Parcours
La Chouïa est longue de 194 km et draine un bassin d'une superficie de 10 100 km2. Elle coule du lac Suoyarvi au lac Logmozero, dont les eaux aboutissent dans le lac Onega. Elle gèle en novembre-janvier et reste gelée jusqu'à fin avril-début mai.